# 劉遠露
劉遠露，文化行政人員，現任立法院議政博物館副館長，為簡任第十二職等公務人員，主要負責典藏規劃、館務發展與展覽策畫。具東海大學政治學博士學歷，長期參與憲法與公民權研究，並積極推動台灣民主教育與地方文化推廣。

## 學歷與學術研究
劉遠露畢業於逢甲大學都市計畫研究所，並於2024年取得東海大學政治學系博士學位。其碩士論文為《中臺灣適合國會遷建地點之研究》，以問卷與評量分析中部五地作為國會遷建選址的可行性。
博士論文為《十八歲公民權憲法複決案之研究》，採用歷史制度主義分析中華民國憲法修正案未通過之制度與政治因素，提出提高通過機率之建議條件，包括「共識高、議題單純化、國際干擾少」等。

## 公職歷程
劉遠露自1995年起進入公職，歷任立法院秘書處高級分析師、中南部服務中心秘書等職務。2007年晉升為簡任第十職等分析師，2010年升任第十一職等，2011年轉任服務中心秘書，2012年晉升為第十二職等。2016年2月23日被任命為立法院議政博物館副館長。

## 展覽與典藏貢獻
劉遠露參與議政博物館多項館務更新與展覽策畫，包含2024年完成的全面改造工程，引入「民主花園」等沉浸式互動展區，提升展示效果與教育功能。他亦參與規劃《本草圖繪》特展、文化部「獨藝無二」工藝書展等跨域活動。他同時主導議政史料之典藏與數位化工程，建置「每日一物」等線上資源，強化開放資料應用。

## 憲政與選舉制度研究
除博士論文外，劉遠露亦持續關注選舉區劃分與民主制度議題。2022年曾於學術研討會中提出「臺中第二選區傑利蠑螈劃分問題」之初步研究成果，指出現行制度對代表性與公平性產生之影響。

## 地方文化推廣與公共參與
劉遠露亦長期投入霧峰區在地文化推廣，協助立法院中南部服務中心與地方合辦迎春揮毫、美食節等活動，並於林家花園、霧峰林獻堂博物館園區協助舉辦公共教育與地方導覽。